# Picus sharpei

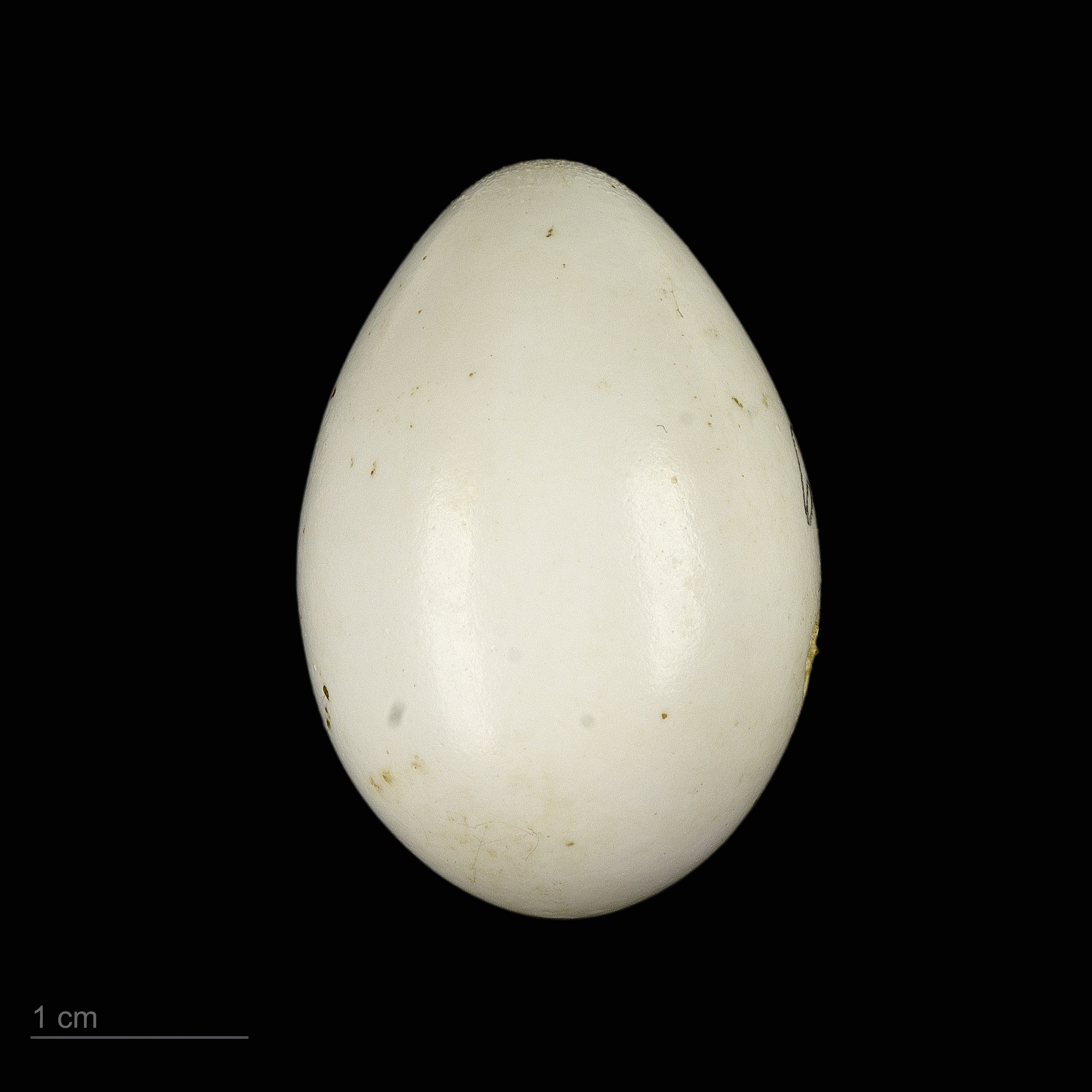
Picus sharpei - MHNT

El pito real ibérico, o simplemente pito ibérico (Picus sharpei) es una especie de ave piciforme de la familia Picidae endémica de la península ibérica y los Pirineos (España, Portugal y Francia).
Anteriormente se consideraba una subespecie del pito real europeo (Picus viridis) pero los estudios genéticos concluyeron que a pesar de su similar aspecto eran especies separadas.
Entre los rasgos que permiten distinguir a Picus viridis de Picus sharpei se pueden destacar que los ejemplares adultos de la especie ibérica tienen el obispillo de un contrastado verde amarillento, y que los machos adultos de la misma especie tienen bigoteras completamente rojas, mientras los europeos las tienen con un grueso reborde negro.